# Brioukhovetskaïa
Brioukhovetskaïa (en russe : Брюховецкая) est une stanitsa ou commune rurale du kraï de Krasnodar, en Russie, et le centre administratif du raïon de Brioukhovetskaïa. Sa population s'élevait à 24 662 habitants en 2013.

## Géographie
La ville la plus proche est Timachiovsk située à 22 km au sud. La commune fait 18,14 km2.

## Histoire
La stanitsa est fondée en 1794. Le 2 juin 1924, elle devient le centre administratif de son raïon.

## Population

### Démographie
Recensements (*) ou estimations de la population
| 1917   | 1959*  | 1970*  | 1979*  | 1989*  |
| ------ | ------ | ------ | ------ | ------ |
| 11 126 | 14 254 | 17 136 | 18 891 | 21 518 |

| 2002*  | 2010*  | 2012   | 2013   | - |
| ------ | ------ | ------ | ------ | - |
| 22 024 | 22 139 | 24 902 | 24 662 | - |

### Nationalités
Selon le recensement de 2002, Brioukhovetskaïa compte 94,6 pour cent de Russes, 2,3 pour cent d'Ukrainiens, 0,7 pour cent d'Arméniens, 0,4 pour cent de Roms, etc..

## Économie et transports
Brioukhovetskaïa est le centre d'une zone agricole avec une prépondérance de la culture céréalière, industrielles et de l'élevage de porcs. Des entreprises dans le secteur alimentaire y sont également implantées.

## Source
- (es) Cet article est partiellement ou en totalité issu de l’article de Wikipédia en espagnol intitulé « Briujovétskaya » (voir la liste des auteurs).